# Savo Šević
Savo Šević, född 1 juli 1997 i Belgrad, död 12 juli 2024 i Högalids distrikt i Stockholm, var en svensk-serbisk politiker (moderat). 
Šević tog examen från Nacka gymnasium 2016. Han var riksordförande för Moderat Skolungdom från mars 2017 till mars 2018 och därmed även ledamot av Moderata Ungdomsförbundets förbundsstyrelse. Från november 2018 till november 2020 var han ledamot av förbundsstyrelsen, invald på eget mandat.